# Kaiserpokal 1959
Der Kaiserpokal 1959 war die 39. Austragung des Kaiserpokals, des höchsten japanischen Fußballpokalwettbewerbs. Sieger des Wettbewerbs waren die Kwangaku Club.

## Ergebnisse

### Achtelfinale
|                                  | Ergebnis |                   |
| -------------------------------- | -------- | ----------------- |
| All Rikkyō                       | 1:0      | Kandai Club       |
| Yawata Steel                     | 0:1      | Nagoya SC         |
| Toyama Club                      | 00:13    | Chūō-Universität  |
| Meiyu Club                       | 3:2      | Kyoto Shiko Club  |
| All Tōhoku-Gakuin-Universität    | 0:6      | Furukawa Electric |
| All Hokkai Club                  | 00:10    | Kwangaku Club     |
| All Wirtschaftsuniversität Osaka | 0:2      | Toyo Industries   |
| All Handelsuniversität Matsuyama | 0:9      | Keiō BRB          |

### Viertelfinale
|                   | Ergebnis |               |
| ----------------- | -------- | ------------- |
| All Rikkyō        | 3:4      | Nagoya SC     |
| Chūō-Universität  | 4:1      | Meiyu Club    |
| Furukawa Electric | 1:2      | Kwangaku Club |
| Toyo Industries   | 1:0      | Keiō BRB      |

### Halbfinale
|               | Ergebnis |                  |
| ------------- | -------- | ---------------- |
| Nagoya SC     | 0:3      | Chūō-Universität |
| Kwangaku Club | 2:0      | Toyo Industries  |

### Spiel um Platz 3
|           | Ergebnis |                 |
| --------- | -------- | --------------- |
| Nagoya SC | 0:2      | Toyo Industries |

### Finale
|                  | Ergebnis |               |
| ---------------- | -------- | ------------- |
| Chūō-Universität | 0:1      | Kwangaku Club |